# Windhoek Lager
Windhoek Lager is een biermerk uit Namibië. Het is genoemd naar Windhoek de hoofdstad van het land.
Namibia Breweries, de brouwer van Windhoek Lager, brouwt het bier volgens het Duitse Reinheitsgebot van 1530. Om aan het Reinheitsgebot te voldoen importeert de brouwerij hop uit Duitsland. De brouwer produceert ook een laagalcoholische versie onder de naam Windhoek Light. Het in Namibië zeer populaire Tafel wordt ook door Namibia Breweries geproduceerd. Windhoek Lager heeft een alcoholpercentage van 4%.
Heineken heeft een groot belang in de brouwerij. Er wordt behalve Windhoek Lager ook Heineken gebrouwen.
Windhoek Lager wordt uitsluitend in Windhoek gebrouwen en is een zeer populair bier in Namibië en overige landen in zuidelijk Afrika. 50 procent van de productie is bestemd voor de export.

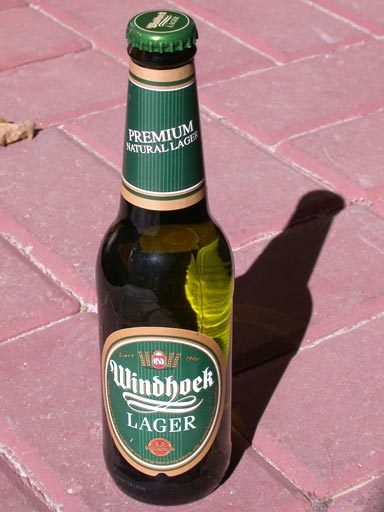
Een flesje Windhoek Lager
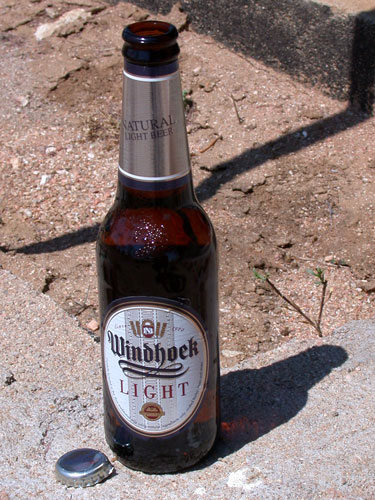
Een flesje Windhoek Light
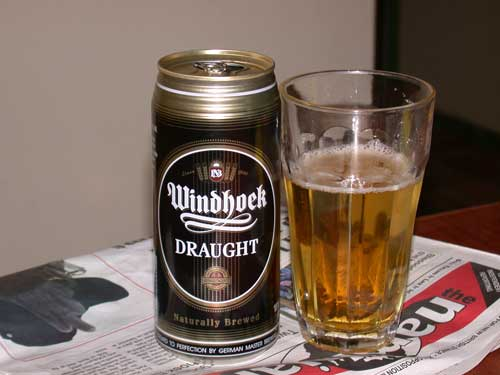
Een blikje Windhoek Draught